# Caylloma
Caylloma es una localidad peruana ubicada en la región Arequipa, provincia de Caylloma, distrito de Caylloma. Asimismo era la capital de la provincia de Caylloma. Se encuentra a una altitud de 4320 m s. n. m. Tenía una población de 56 habitantes en 1993.

## Clima
| Parámetros climáticos promedio de Caylloma | Parámetros climáticos promedio de Caylloma | Parámetros climáticos promedio de Caylloma | Parámetros climáticos promedio de Caylloma | Parámetros climáticos promedio de Caylloma | Parámetros climáticos promedio de Caylloma | Parámetros climáticos promedio de Caylloma | Parámetros climáticos promedio de Caylloma | Parámetros climáticos promedio de Caylloma | Parámetros climáticos promedio de Caylloma | Parámetros climáticos promedio de Caylloma | Parámetros climáticos promedio de Caylloma | Parámetros climáticos promedio de Caylloma | Parámetros climáticos promedio de Caylloma |
| Mes                                        | Ene.                                       | Feb.                                       | Mar.                                       | Abr.                                       | May.                                       | Jun.                                       | Jul.                                       | Ago.                                       | Sep.                                       | Oct.                                       | Nov.                                       | Dic.                                       | Anual                                      |
| ------------------------------------------ | ------------------------------------------ | ------------------------------------------ | ------------------------------------------ | ------------------------------------------ | ------------------------------------------ | ------------------------------------------ | ------------------------------------------ | ------------------------------------------ | ------------------------------------------ | ------------------------------------------ | ------------------------------------------ | ------------------------------------------ | ------------------------------------------ |
| Temp. media (°C)                           | 6                                          | 6.4                                        | 5.9                                        | 5.4                                        | 3.8                                        | 1.6                                        | 1.2                                        | 2.1                                        | 4.4                                        | 5.3                                        | 5.6                                        | 6.6                                        | 4.5                                        |
| Temp. mín. media (°C)                      | -0.8                                       | 0                                          | -0.1                                       | -1.9                                       | -5.6                                       | -9.1                                       | -9.6                                       | -9.2                                       | -5.2                                       | -5.6                                       | -4.2                                       | -0.8                                       | -4.3                                       |
| Fuente: climate-data.org                   |                                            |                                            |                                            |                                            |                                            |                                            |                                            |                                            |                                            |                                            |                                            |                                            |                                            |